# Секіно-Мару
Секіно-Мару — транспортне судно, яке під час Другої світової війни брало участь у операціях японських збройних сил на Тихому океані. 
Судно спорудили у 1918 році на верфі Takemoto у Осаці для компанії Toyo Kisen. З 1923-го новим власником стала Toyo Kaiun, а в 1926-му «Секіно-Мару» перейшло до Nakagawa Kisen. Нарешті, з 1928-го воно належало Ogifu Kaisho. 
В 1943-му судно було реквізоване для потреб Імперської армії Японії. Відомо, що воно діяло у Південно-Східній Азії. Зокрема, 23 листопада 1943-го «Секіно-Мару» вийшло в конвої з Такао (наразі Гаосюн на Тайвані) до Кап-Сен-Жак (наразі Вунгтау у В’єтнамі). 9 лютого 1944-го судно перебувало в Мірі (центр нафтовидобутку на північному узбережжі Борнео), звідки вийшло в конвої MO-72 та 14 лютого прибуло до Маніли.
1 вересня 1944-го «Секіно-Мару» знаходилось у південній частині моря Сулавесі, де було виявлене та потоплене американськими літаками.